# Phlyctaenodes pustulatus
Phlyctaenodes pustulatus är en skalbaggsart som först beskrevs av Hope 1840.  Phlyctaenodes pustulatus ingår i släktet Phlyctaenodes och familjen långhorningar. Inga underarter finns listade i Catalogue of Life.